# Kefrén
Jafra (ḫˁ f rˁ en egipcio) o Jefrén (Χεφρήν, en griego), más conocido como Kefrén, fue el cuarto faraón de la dinastía IV de Egipto.

## Biografía
Hijo de Keops y probablemente de Meritetis; estaba casado con Meresanj III, hija de Kauab y depositaria de los derechos dinásticos, con Jamerernebty I, madre de Menkaura, y Jamerernebty II. 
Heródoto escribe que Kefrén era hermano de Keops, reinó 56 años y que en su época todos los templos estaban cerrados al culto y Egipto se encontraba en la mayor indigencia, siendo detestado por los egipcios (esta narración se contradice con la construcción de sus templos). Según Heródoto mandó erigir la segunda pirámide de la meseta de Guiza, datada cerca de 2520 a. C (Altura 143,5 m. Base 215,25 m. Pendiente 53°7′48″), de la que quedan el núcleo pétreo y restos del revestimiento original, en piedra caliza, cerca del vértice, y una hilada, de granito, en la zona inferior. Dispone de cámara Real con sarcófago de granito rosado, donde Giovanni Battista Belzoni encontró, en 1818, unos huesos de vaca.
También se le adjudica la Gran Esfinge, el templo funerario, el Templo del Valle, una pirámide subsidiaria, cinco fosos de barcos y la calzada procesional. Ordenó construir la tumba de Jamerernebty I en Guiza, próxima a la pirámide. Una espléndida estatua de Jafra sedente protegido por el dios Horus, de diorita, fue encontrada en Guiza por Auguste Mariette, en 1860; se expone en el Museo de El Cairo.

## Testimonios de su época

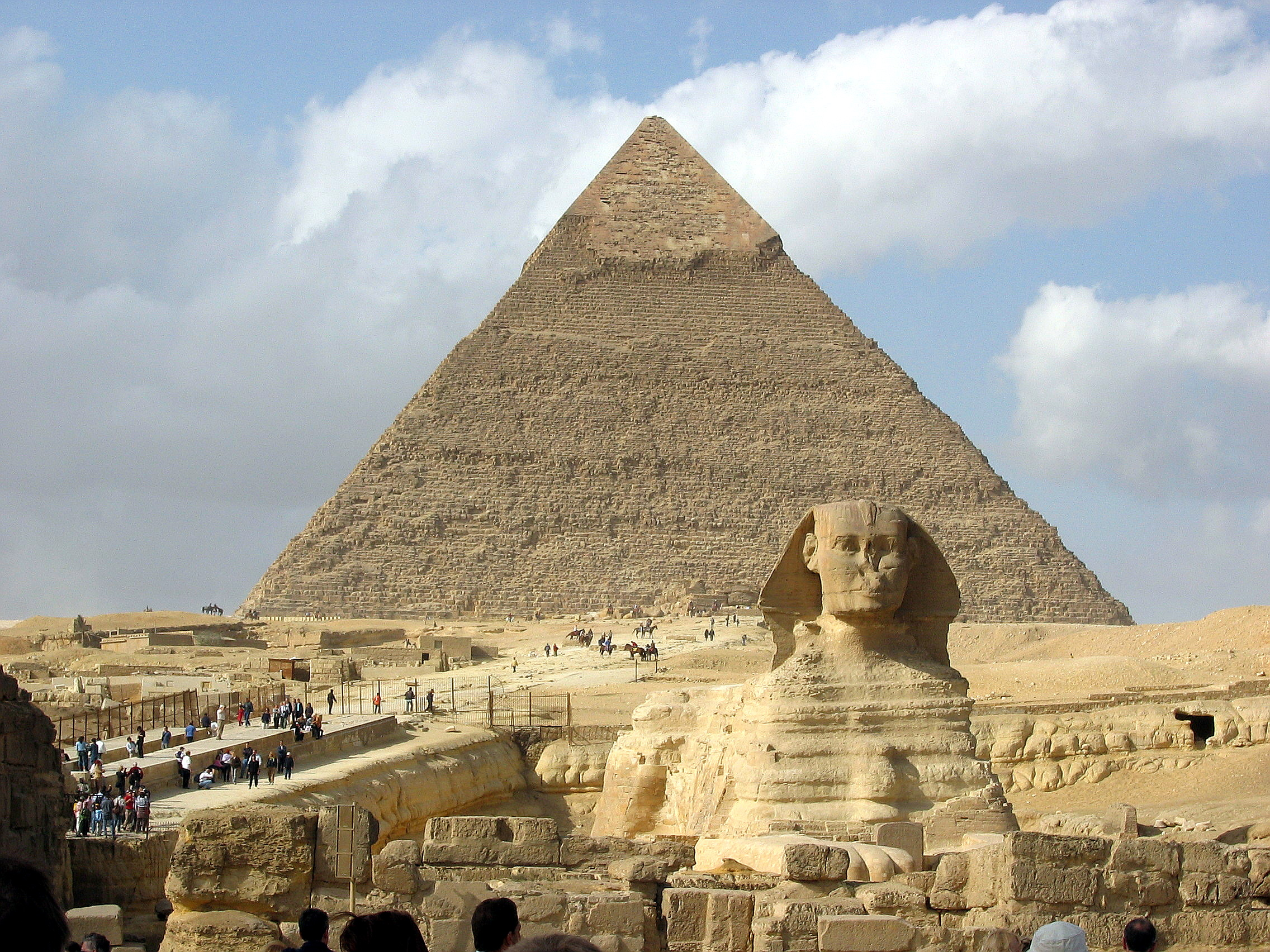
Ruinas del templo, la Gran Esfinge y la pirámide de Jafra, en Guiza.

- Pirámide, templos, fosos de barcos, calzada procesional, en Guiza
- Tumba de la reina Jamerernebty I, en Guiza
- Estatua sedente de Jafra, en Guiza (Mariette)
- Estatua representando al rey (museo MNY)
- Cabeza de maza con su nombre, en Guiza (Hassan)
- Fragmento de una cabeza de maza, en Guiza (museo Petrie)
- Sello cilíndrico encontrado en Biblos (Dunand)
- Sello, UC11100 (museo Petrie)
- Impresiones de sello, en Guiza (Kromer)
- Impresiones del sello, en Buhen (museo Petrie)
- Vasija de calcita, en Ebla (Matthiae/Pinnock/Matthiae)

Mencionado en:
- La tumba de Sejemkara, en Guiza (Sethe)
- La tumba de Nisutpunecher, en Guiza (Sethe)

## Titulatura
| Titulatura | Jeroglífico | Transliteración (transcripción) - traducción - (referencias) |

| G5 |

| G5 |

| F12 | F34 |

| F12 | F34 |

| F12 | F34 |

| F12 | F34 |

| G5 |

| G5 |

| F12 | F34 |

| F12 | F34 |

| F12 | F34 |

| F12 | F34 |

| G16 |

| G16 |

| F12 | m |

| F12 | m |

| G16 |

| G16 |

| F12 | m |

| F12 | m |

| G8 |

| G8 |

| \| \| | S42 · m · S12 |
|       |               |

|  |

| \| \| | S42 · m · S12 |
|       |               |

|  |

| G8 |

| G8 |

| \| \| | S42 · m · S12 |
|       |               |

|  |

| \| \| | S42 · m · S12 |
|       |               |

|  |

| N5 | N28 | D36 · I9 |

| N5 | N28 | D36 · I9 |

| N5 | N28 | D36 · I9 |

| N5 | N28 | D36 · I9 |

| N5 | N28 | D36 · I9 |

| N5 | N28 | D36 · I9 |

| N5 | N28 | D36 · I9 |

| N5 | N28 | D36 · I9 |

| N5 | N28 | D36 · I9 |

| N5 | N28 | D36 · I9 |

| N5 | N28 | D36 · I9 |

| N5 | N28 | D36 · I9 |

| N5 | N28 | D36 · I9 |

| N5 | N28 | D36 · I9 |

| N5 | N28 | D36 · I9 |

| N5 | N28 | D36 · I9 |

| HASH | N28 | w | I9 |

| HASH | N28 | w | I9 |

| HASH | N28 | w | I9 |

| HASH | N28 | w | I9 |

| HASH | N28 | w | I9 |

| HASH | N28 | w | I9 |

| HASH | N28 | w | I9 |

| HASH | N28 | w | I9 |

| HASH | N28 | w | I9 |

| HASH | N28 | w | I9 |

| HASH | N28 | w | I9 |

| HASH | N28 | w | I9 |

| HASH | N28 | w | I9 |

| HASH | N28 | w | I9 |

| HASH | N28 | w | I9 |

| HASH | N28 | w | I9 |

| wsr | ib · Z1 | N5 | N28 · I9 |

| wsr | ib · Z1 | N5 | N28 · I9 |

| wsr | ib · Z1 | N5 | N28 · I9 |

| wsr | ib · Z1 | N5 | N28 · I9 |

| wsr | ib · Z1 | N5 | N28 · I9 |

| wsr | ib · Z1 | N5 | N28 · I9 |

| wsr | ib · Z1 | N5 | N28 · I9 |

| wsr | ib · Z1 | N5 | N28 · I9 |

| wsr | ib · Z1 | N5 | N28 · I9 |

| wsr | ib · Z1 | N5 | N28 · I9 |

| wsr | ib · Z1 | N5 | N28 · I9 |

| wsr | ib · Z1 | N5 | N28 · I9 |

| wsr | ib · Z1 | N5 | N28 · I9 |

| wsr | ib · Z1 | N5 | N28 · I9 |

| wsr | ib · Z1 | N5 | N28 · I9 |

| wsr | ib · Z1 | N5 | N28 · I9 |

| N5 | N28 · I9 |

| N5 | N28 · I9 |

| N5 | N28 · I9 |

| N5 | N28 · I9 |

| N5 | N28 · I9 |

| N5 | N28 · I9 |

| N5 | N28 · I9 |

| N5 | N28 · I9 |

| N5 | N28 · I9 |

| N5 | N28 · I9 |

| N5 | N28 · I9 |

| N5 | N28 · I9 |

| N5 | N28 · I9 |

| N5 | N28 · I9 |

| N5 | N28 · I9 |

| N5 | N28 · I9 |